# Simulium diceros
Simulium diceros är en tvåvingeart som beskrevs av Freeman och Meillon 1953. Simulium diceros ingår i släktet Simulium och familjen knott.
Artens utbredningsområde är Kongo. Inga underarter finns listade i Catalogue of Life.